# Stacja uzdatniania wody

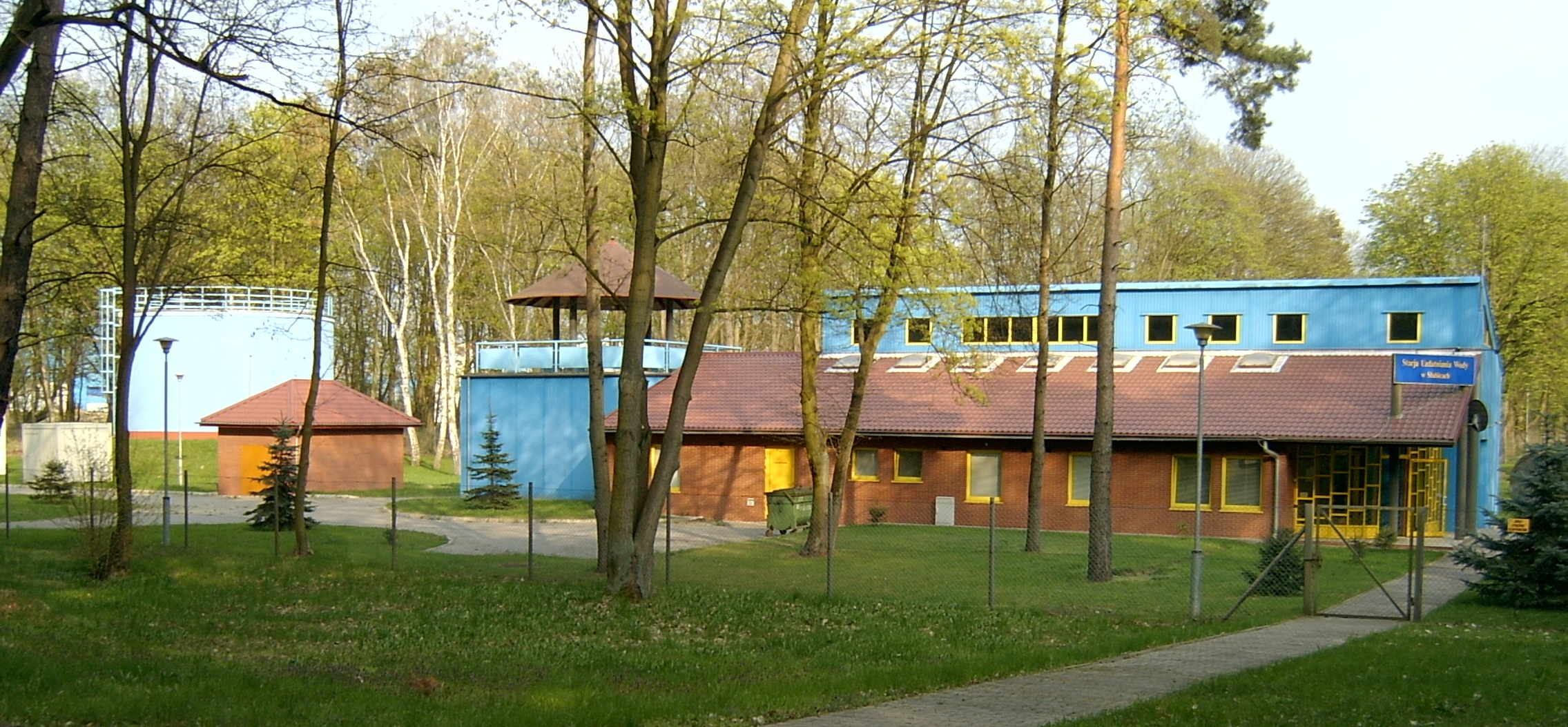
Stacja uzdatniania wody w Słubicach

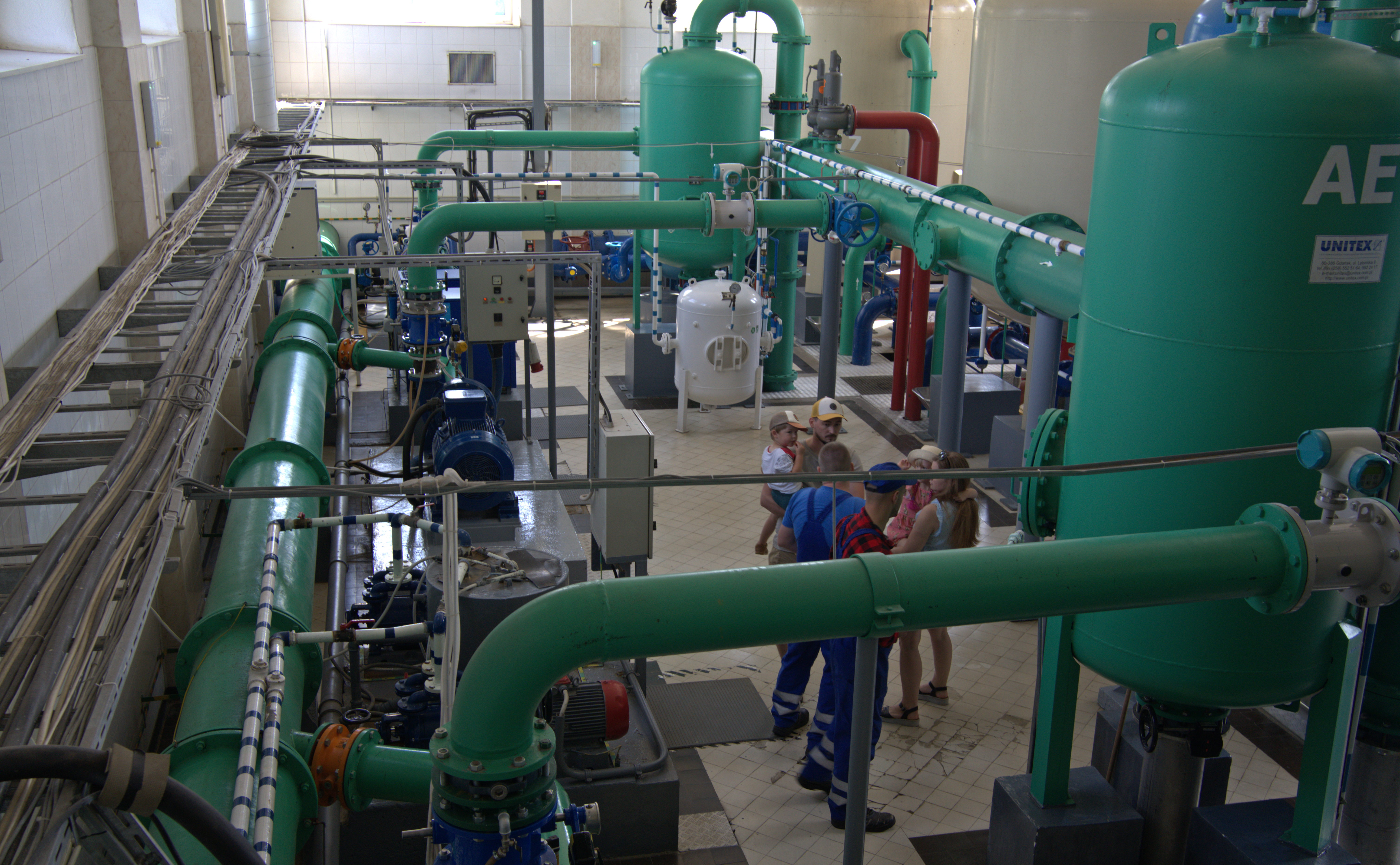
Rumska stacja uzdatniania wody dla Gdyni

Stacja uzdatniania wody – budowla stosowana w inżynierii sanitarnej podobnie jak oczyszczalnia ścieków, przepompownia ścieków i kanał ściekowy.
Budynek stacji uzdatniania wody wyposażony jest w zależności od potrzeb w:
- filtry ciśnieniowe (odżelaziacze i odmanganiacze),
- Aeratory,
- sprężarki,
- zbiorniki sprężonego powietrza
- hydrofory
- zbiorniki retencyjne
- pompy I i II stopnia
- odstojnik wód popłucznych

Zadaniem stacji jest uzdatnienie wód gruntowych. Uzdatniona woda dostarczana jest do odbiorców systemem wodnokanalizacyjnym natomiast pozostałe po procesie oczyszczania wody popłuczne odprowadzane są do gruntu lub sieci sanitarnej.